# Ritterkanton Altmühl

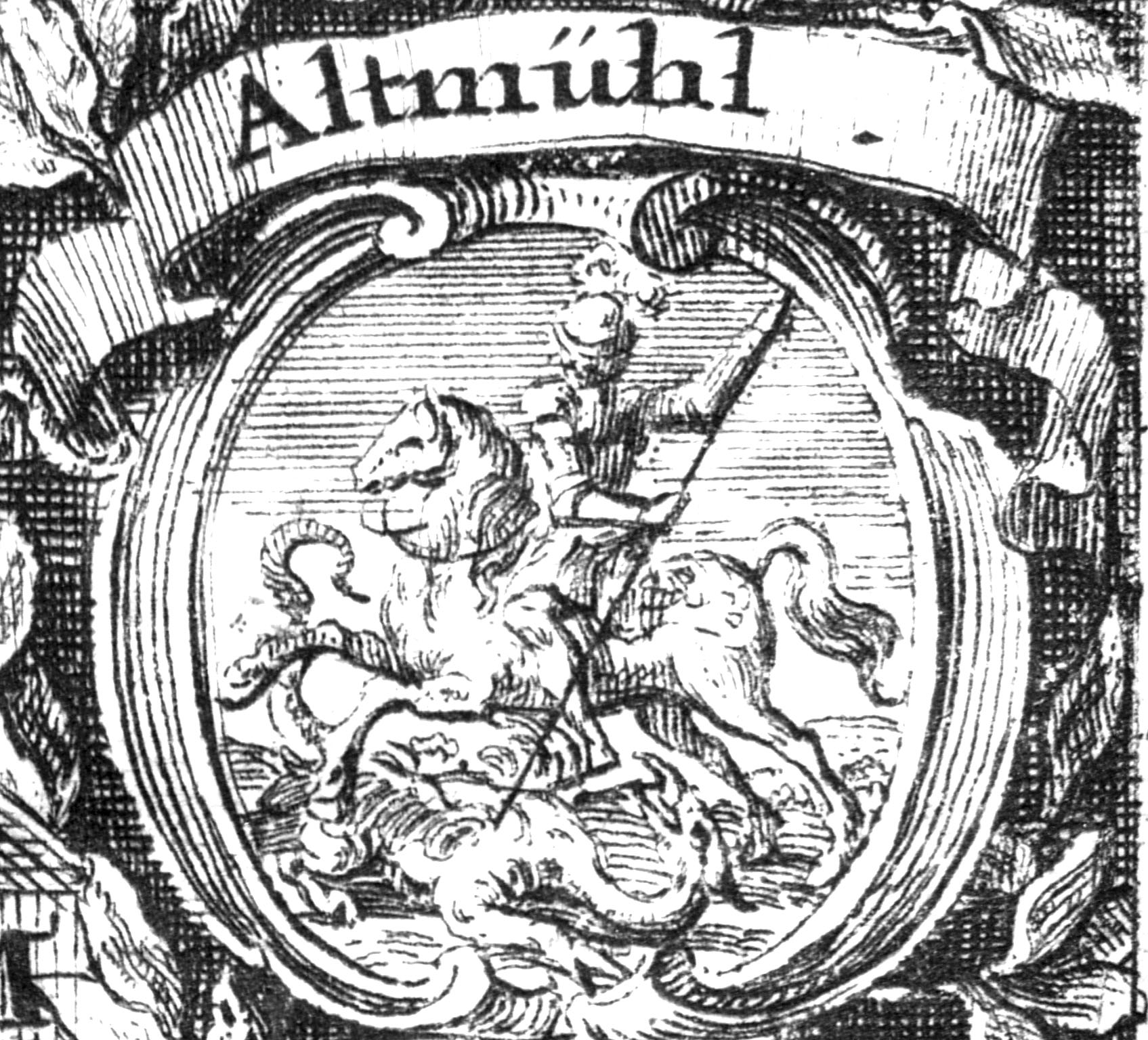
Codex diplomaticus equestris cum continuatione, oder Reichs-Ritter-Archiv, 1721

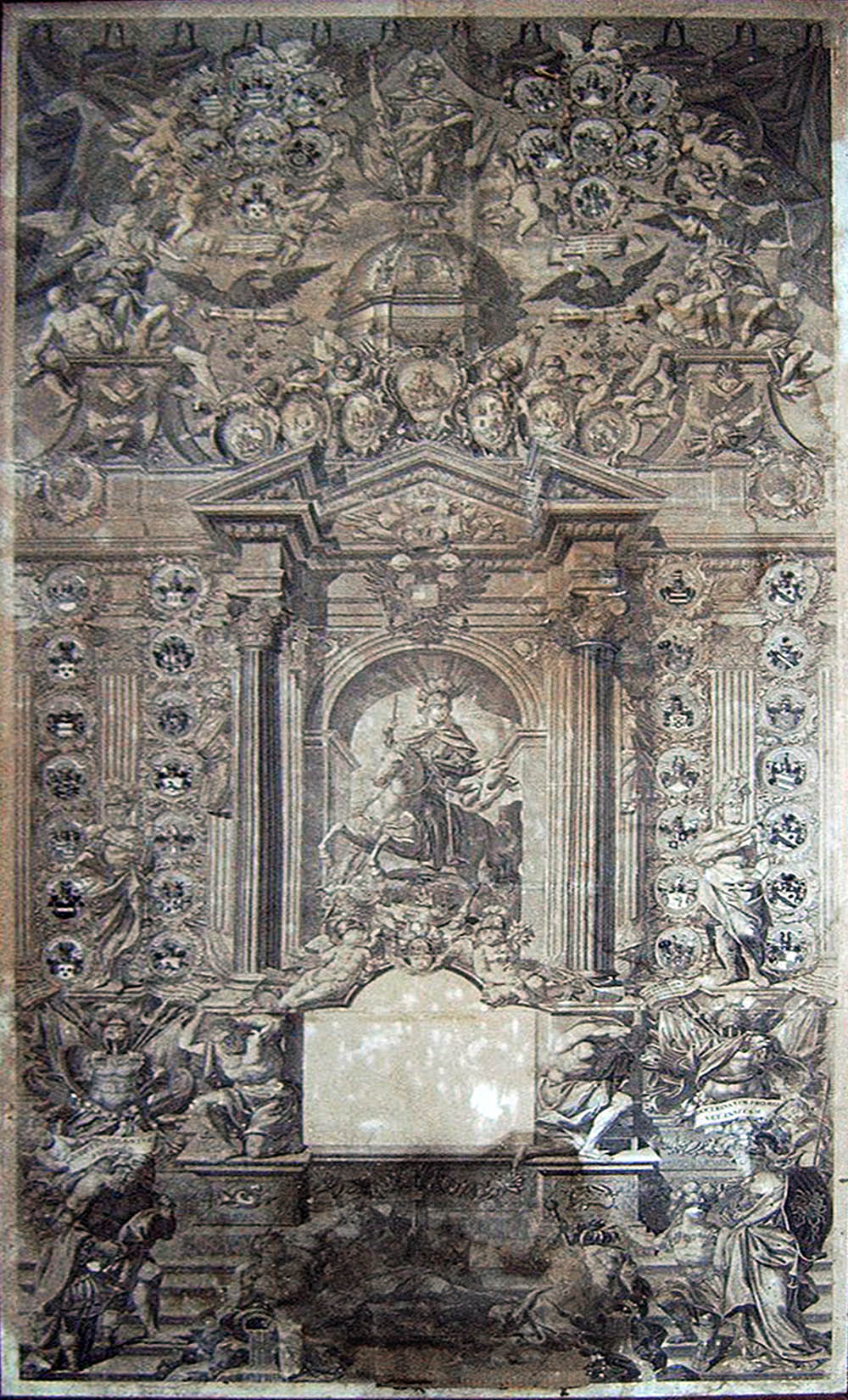
Reichesritterlicher fränkischer Kantonskalender, Archiv Burg Hornberg. Stich, 167 × 85 cm

Als Ritterkanton Altmühl wird eine Gemeinschaft ritterlicher Adelsfamilien am Fluss Altmühl bezeichnet, die seit dem hohen Mittelalter als Dienstmannen verschiedener Reichsfürsten in die Ministerialität aufgestiegen waren und bis zur Mediatisierung der Ritterschaft bzw. der Regionalfürstentümer zu Beginn des 19. Jahrhunderts die Lehensherrschaft über zahlreiche Ortschaften und Güter im Altmühltal und in angrenzenden Gebieten innehatten. Die reichsritterschaftlichen Fürstentümer und damit auch der Ritterkanton Altmühl wurden 1806 aufgelöst.

## Gliederung der Ritterkreise

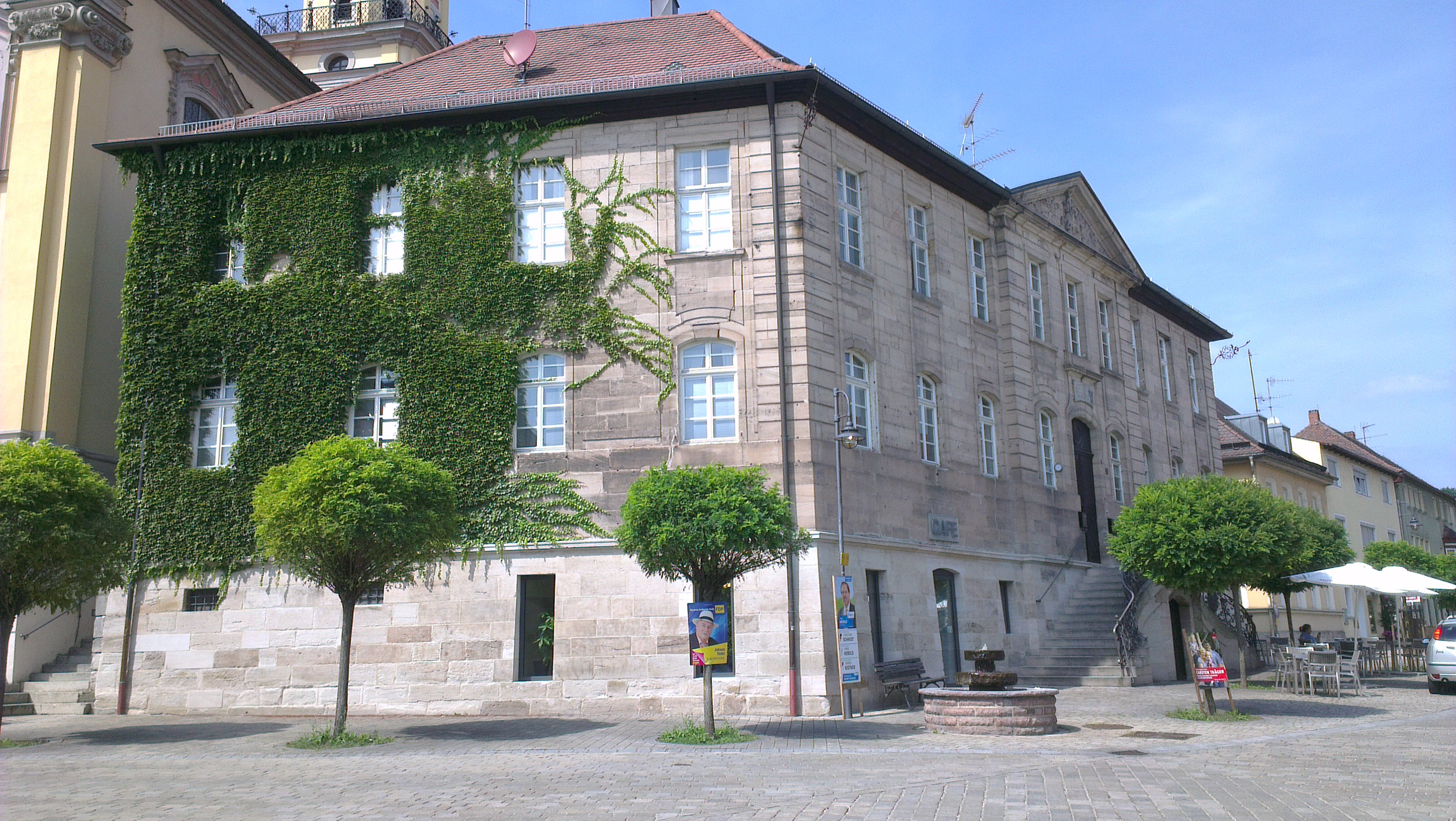
Kanzlei in Wilhermsdorf

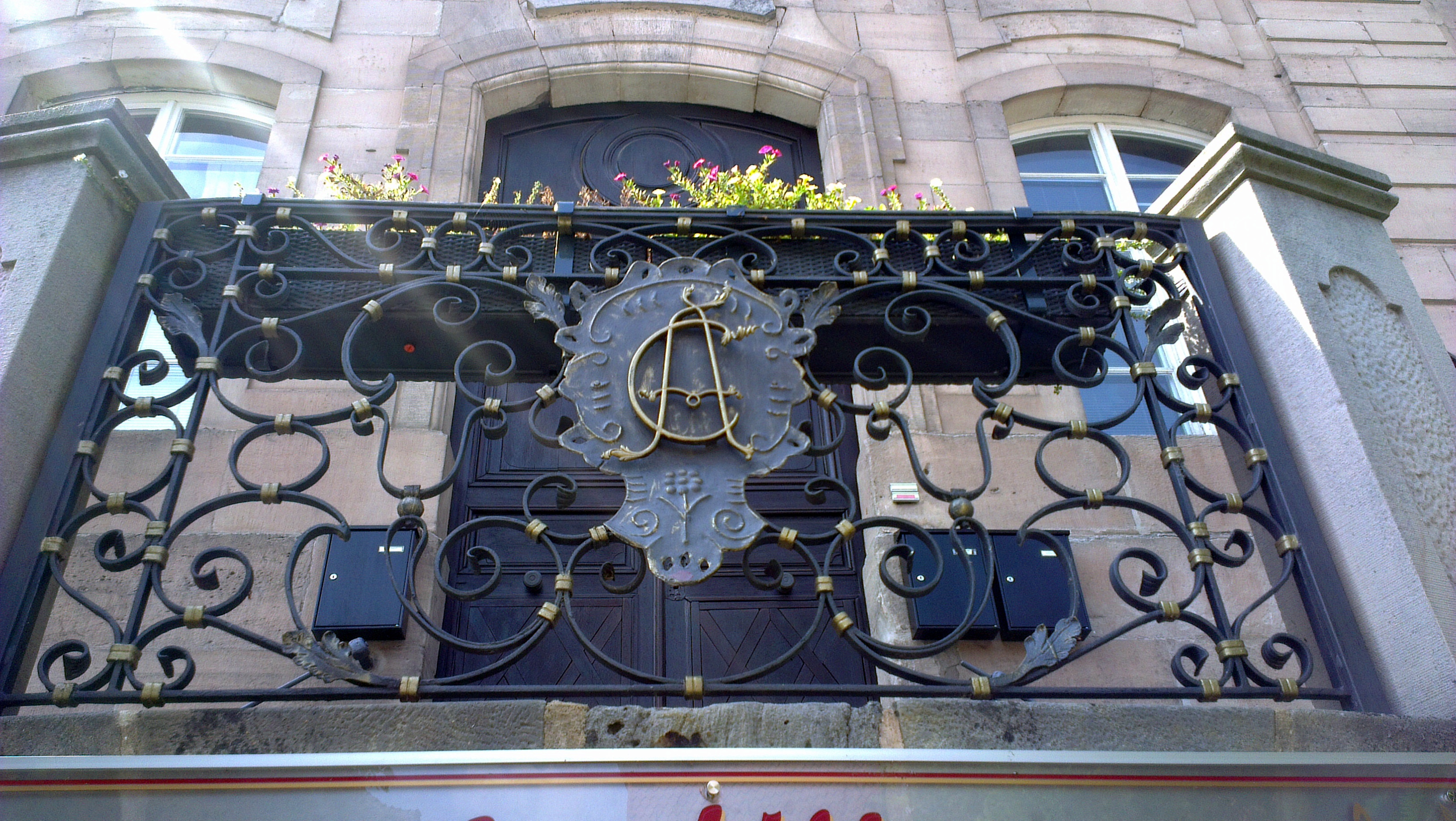
Schriftzug des Kantons in Wilhermsdorf

Die freie Reichsritterschaft in Deutschland gliederte sich seit dem 16. Jahrhundert in einen rheinischen, einen fränkischen und einen schwäbischen Ritterkreis, die sich wiederum aus verschiedenen Kantonen zusammensetzten. Der Ritterkanton Altmühl gehörte dem Fränkischen Ritterkreis an und hatte seine Kanzlei in Rügland. Der Verwaltungssitz wurde 1703 nach Wilhermsdorf (heute Landkreis Fürth) verlegt, die Verlegung der Registratur folgte 1761. Das neue Kanzleigebäude wurde 1720 am Marktplatz erbaut und noch heute Ritterhaus genannt.

## Adelsfamilien im Kanton Altmühl
Bis 1806 gehörten dem Ritterkanton Altmühl folgende Adelsfamilien (siehe auch: Liste fränkischer Rittergeschlechter) an:
- Absberg
- Altschell
- Ammann von der Laufenburg
- Appold auf Trendel
- Auer von Au
- Auritz
- Berga auf Zwernberg
- Bernheim
- Bibra
- Birkenfels
- Buttendorff
- Clengel auf Dürrenhof und Keyerberg
- Crailsheim auf Rugland
- Cronheim
- Diedenhofen
- Ehenheim
- Eichler, Freiherren von Auriz auf Dennenlohe und Oberschwaningen
- Eltershofen
- Embs
- Erlingshofen
- Eyb auf Ramersdorf, Neudettelsau, Wiedersbach, Vestenberg
- Falkenhausen
- Finsterlohe
- Forstern
- Fronhofen
- Gailinge von Illersheim
- Geuder von Heroldsberg auf Stein
- Gundelsheim
- Haldermannstetten
- Haller von Hallerstein – ab ca. 1753 Administratoren der Rieterstiftung, die nach deren Aussterben an die Freie Reichsstadt Nürnberg ging
- Heßberg auf Lentzelsdorff
- Hausen
- Hirnheim
- Holzingen
- Hußlode
- Jaxtheim auf Obermögersheim
- Kreß von Kressenstein auf Dürrenmungenau
- Kresser von Burg Farnbach
- Küdorfer
- Lauter
- Lentersheim auf Alt- und Neuen-Mur
- Littwag
- Leonrod auf Leonrod, Neudorf und Hornsegen
- Leublfing auf Falbenthal und Untererlbach
- Merckingen
- Mittelburg
- Mur
- Mußlohe
- Peller von Schoppershof seit 1699 durch den Kauf des Gutes Muggenhof
- Peusser von Leutershausen
- Grafen von Pückler auf Burgfarrnbach, Brunn, Tanzenhaid
- Rechenberg
- Rieter von Kornburg und Kalbensteinberg
- Schechse von Pleinfeld
- Schenken von Arberg
- Schenken von Geyern auf Geyern, Syburg und Wiesenbruck
- Schenken von Hirschlach
- Schenken von Leutershausen
- Schenken von Schenkenstein
- Schrotzberg
- Schwaningen
- Seckendorff auf Obern- und Unternzenn, Ober- und Unteraltenbernheim, Egenhausen, Trautskirchen, Urphetshof, Ermetshofen
- Senger auf Diespeck
- Stauff auf Adlitz
- Stettner von Grabenhof auf Neuburg und Reinersdorf
- Treuchtlingen
- Völderndorff
- Wildenstein auf Birnbaum
- Wilhelmsdorf
- Winkler von Mohrenfels auf Buch und Zeckern
- Wöllwart auf Polsingen
- Zocha auf Wald und Lauffenburg

## Sonstige Mitglieder im Kanton Altmühl
- Reichsstadt Nürnberg – Mitglied wegen des Rietererbes, vertreten durch die Haller von Hallerstein
- Deutscher Orden – Mitglied wegen des Besitzes von Absberg[3]

## Die Zeit gegen Ende des alten Reiches und Probleme mit Preußen
Mit der Angliederung der Fürstentümer Ansbach-Bayreuth 1791/1792 an den preußischen Staat begannen für die Enklaven, Exklaven und die angrenzenden reichsunmittelbaren Herrschaften schwierige Zeiten, denn Preußen versuchte ein geschlossenes Staatsgebiet in Franken zu schaffen: Ansbach-Bayreuth wurde zunächst von Karl August Freiherr von Hardenberg verwaltet. Am 9. Juni 1791 hatte Markgraf Karl Alexander, er war bereits außer Landes, Hardenberg die volle landesherrliche Gewalt übergeben und am 2. Dezember wurde dann in Bordeaux das Abdankungspatent unterzeichnet. Das Berliner Kabinettsministerium wies am 15. Januar 1792 Hardenberg an, den Regierungswechsel durch Publikation des Abdankungspatentes zu veröffentlichen sowie das auf den 5. Januar datierte Regierungsantrittspatent von Friedrich Wilhelm II. bekannt zu machen.
Der leitende Minister Karl August Freiherr von Hardenberg (er weilte bereits seit 1790 in beratender Funktion in Ansbach) versuchte durch Aufkäufe von Herrschaften das Gebiet zunächst gütlich und vertraglich im fränkischen Ritterkreis zu arrondieren (territorium non clausum), was aber nur teilweise gelang. Er erhöhte den Druck auf die reichsritterschaftlichen Gebiete durch punktuelle herrschaftliche Eingriffe und militärische Aktionen, die größtenteils dem Reichsrecht und der Rechtsstellung der Reichsritter zuwider standen. Diese Idee eines umfassenden vertraglichen Ausgleichs zur Schaffung eines geschlossenen Staatsgebietes war jedoch schon im März 1793 gescheitert, was auf einer unüberbrückbaren Kluft in den staatsrechtlichen und politischen Anschauungen der machtstaatlich ausgerichteten preußischen Monarchie und der Reichsritter bestand.
Auf fragwürdige Weise zog Hardenberg hierzu die Landeshoheit aus der ausgeübten Blutgerichtsbarkeit („Fraisch“) heran (dieser Anspruch war teilweise gegenüber anderen Herrschaften bereits seit Jahrhunderten ein Streitpunkt, beispielsweise mit der Reichsstadt Nürnberg oder dem Bistum Eichstätt) und leitete daraus die kompletten hoheitlichen Rechte ab.
Gegen die sich mehrenden Übergriffe im Bereich der „Policey“ sowie des Militär- und Steuerwesens suchten die Ritter Rückhalt beim fränkischen Kreis und am Kaiserhof, der sich zunächst auf diplomatische Initiativen beschränkte. Außer Protesten und Klagen in Wien und den dortigen Bescheiden, bis hin zu Exekutionsbeschlüssen, war jedoch auf diesem Wege nichts zu erlangen, geschweige denn diese Exekutionsbeschlüsse durchzusetzen. Schließlich erließ der vom Kanton Altmühl angerufene Reichshofrat gegen Ende des Jahres 1795 zwei von Preußen ignorierte Mandate zugunsten der Ritterschaft, mit deren Exekution Bamberg und Sachsen-Gotha beauftragt wurden, ebenso wenig beeindruckten in Berlin die Protestnoten, die mehrere Kurfürsten auf Druck der Hofburg in Wien an den König richteten. So wurden beispielsweise fast alle Akten des Archivs und der Registratur des Kantons Altmühl am 22. November 1796 überfallmäßig durch eine Regierungskommission aus Ansbach beschlagnahmt und nach Ansbach geschafft, um den reichsritterlichen Herren wichtige Dokumente für die Prozessführung zu entziehen. Hier wurden ebenfalls Soldaten eingesetzt. Dem waren zuvor schon preußische Patentanschläge in den an Ansbach-Bayreuth angrenzenden ritterlichen Herrschaften und Reichsstädten (beispielsweise im Gebiet vor den Stadtmauern in Dinkelsbühl und Nürnberg) im Februar und März 1792 vorausgegangen. Im Jahr 1798 hatte sich der Umfang des fränkischen Ritterkreis es um etwa ein Viertel bis ein Drittel verringert. Besonders betroffen war der Kanton Altmühl, der fast vollständig mediatisiert worden war.
Diese Politik und das Verhalten aller Beteiligter zeigte den maroden Zustand des alten Reiches in der Handlungsunfähigkeit überdeutlich, trug zu einem beschleunigten Zusammenbruch bei und ließ anderen Landesherren ähnliche Aktionen durchführbar erschienen.

## Ende
Die überstandene aggressive Gebietspolitik Preußens in Franken vor allem für die reichsunmittelbaren Herrschaften und deren Reste glich nur einem Wetterleuchten. Für sie bahnten sich durch den Friedenskongress von Rastatt bereits die weitreichenden Folgen an (Aufteilung von Territorien zwischen Bayern und Preußen), die dann durch den, vom 25. Februar 1803 in Regensburg verabschiedeten und mit der kaiserlichen Ratifikation durch Franz II. am 27. April 1803 in Kraft getretenen, Reichsdeputationshauptschluss Wirklichkeit wurden. Die fränkischen Bistümer Würzburg und Bamberg wurden bayrisch. Das Hochstift Eichstätt wurde als Entschädigungsmasse dem Großherzogtum Toskana zugewiesen, bis es im Jahr 1805 ebenfalls an Bayern fiel. Das Kurfürstentum Bayern mediatisierte die Reichsstädte Dinkelsbühl, Kaufbeuren, Kempten, Memmingen, Nördlingen, Rothenburg, Schweinfurt, Ulm, Weißenburg und Windsheim und nahm deren Stimmen im Fränkischen bzw. Schwäbischen Reichskreis wahr. Am 15. Dezember 1805 ging das Fürstentum Ansbach im Tausch gegen das Kurfürstentum Hannover an Frankreich und 1806 an das Königreich Bayern. Durch die am 12. Juli 1806 in Paris geschlossene Rheinbundakte kam die Reichsstadt Nürnberg an Bayern und verlor damit die Reichsunmittelbarkeit. Die Niederlegung der Reichskrone am 6. August 1806 durch Kaiser Franz brachte die Auflösung des Reiches und der alten Reichsverfassung. Der bayerische Gesandte erklärte auf Weisung des Ministers von Montgelas am 16. August 1806 den Fränkischen Reichskreis für aufgelöst. Spätestens mit diesem Datum ist das Ende des Kantons Altmühl erreicht, da er in den Fränkischen Kreis eingebunden war.

## Ritterhauptmänner
Als Ritterhauptmänner sind überliefert:
- 1496 Paulus von Absberg
- 1562 Friedrich von Lendersheim
- 1586 Veit Asmus von Eyb
- 1600 Hans Jakob von Deckendorf
- 1605, noch 1617 Georg Friedrich von Eyb
- (1617?), 1633 Georg Friedrich von Crailsheim
- 1647–1675 Hans Christoph von Eyb
- 1652 Hannibal Friedrich von Crailsheim
- 1676 David Kresser zu Burgfarrnbach
- 1704 Christoph Sigmund von Seckendorff
- 1710–1744 Hannibal Friedrich von Crailsheim
- 1744–1747 Albrecht Ernst Schenk von Geyern
- 1747–1753 Johann Albrecht Andreas Adam Rieter von Kornburg
- 1753 Christoph Ludwig von Seckendorff
- 1761–1775 Philipp Albrecht Ernst Schenk von Geyern
- 1775 Friedrich Samuel du Maz Graf Montmartin
- 1778 Ernst Ludwig Sebastian von Crailsheim[10]